# دمسيسة مستدقة
دمسيسة مستدقة أو أمبروزية مستدقة (الاسم العلمي: Ambrosia acuminata) هي نوع من النباتات تتبع جنس الدمسيسة من الفصيلة النجمية.